# Rye Rye
Rye Rye, pseudonimo di Ryeisha Berrain (Baltimora, 25 novembre 1990), è una cantante, rapper e attrice statunitense.

## Carriera
Dopo aver firmato per la N.E.E.T. Recordings ha pubblicato l'album d'esordio Go! Pop! Bang! nel maggio 2012.
Ha collaborato con M.I.A., Diplo, Far East Movement, Robyn, Crookers e altri artisti.
Nel 2012 ha debuttato come attrice nel film 21 Jump Street. Canta nella colonna sonora del film Bling Ring.

## Discografia
Album
- 2012 - Go! Pop! Bang!

Singoli
- 2009 - Bang (featuring M.I.A.)
- 2010 - Sunshine (featuring M.I.A.)
- 2011 - Never Will Be Mine (featuring Robyn)
- 2011 - New Thing
- 2012 - Boom Boom
- 2012 - 21 Jump Street (featuring Esthero)

## Filmografia
- 21 Jump Street, regia di Phil Lord e Chris Miller (2012)
- 22 Jump Street, regia di Phil Lord e Chris Miller (2014)